# Biserica Sfântul Elefterie Vechi din București

Biserica Sf. Elefterie vechi din București, vedere din sud

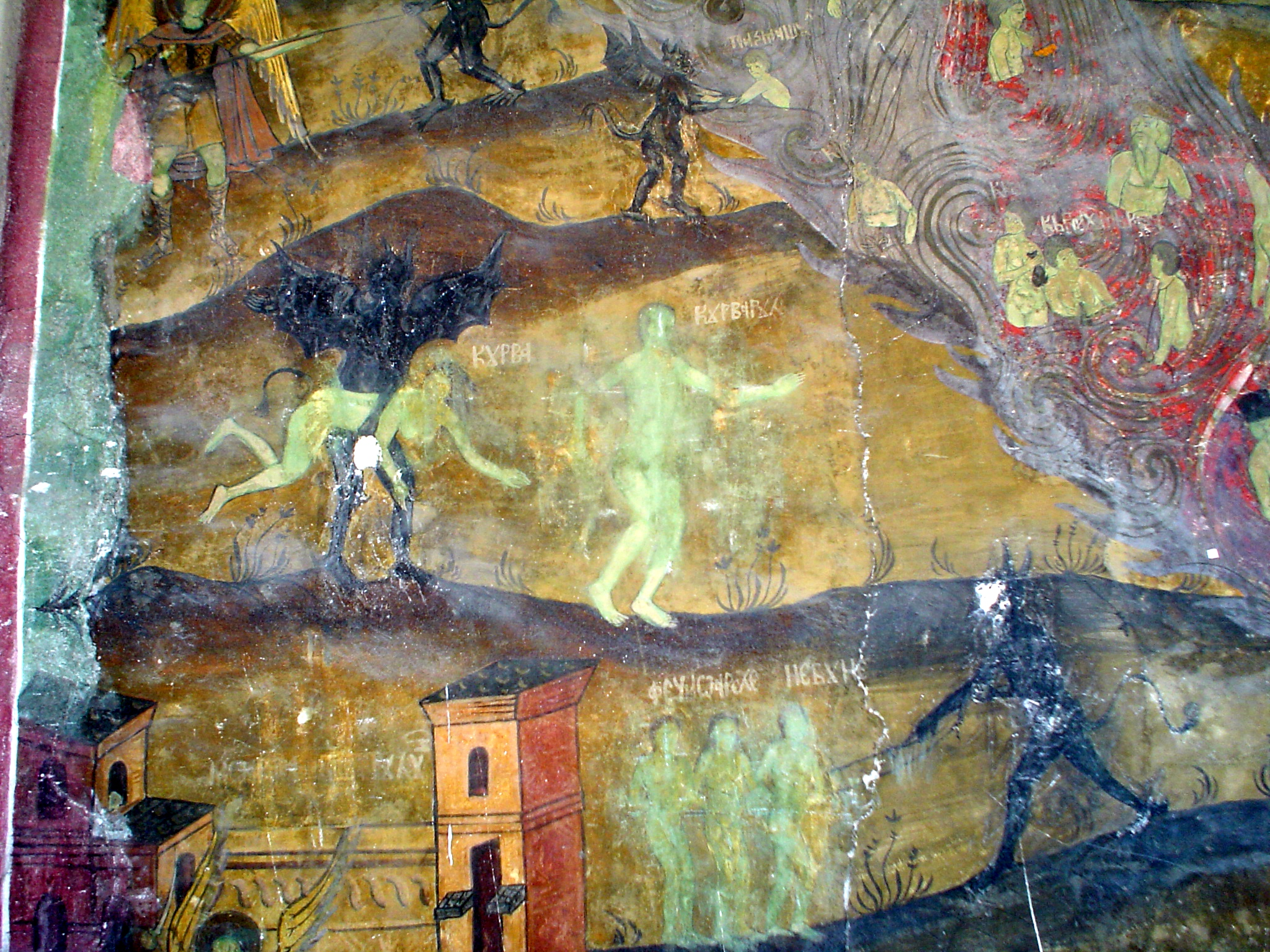
Judecata de apoi (frescă)

Biserica Sfântul Elefterie Vechi din București a fost construită din dania lui jupân Constantin sin [= fiul lui] Macsin cupețul, cu ajutorul și supravegherea mitropolitului Neofit, între anii 1743-1744, în timpul domniei lui Mihai Racoviță. Lăcașul, situat în sectorul 5 din București, este monument istoric (cod LMI B-II-m-A-19675).
Biserica a fost declarată monument istoric pe 10/23 martie 1915, în urma raportului Comisiunii Monumentelor istorice din 17 februarie/2 martie 1915.
Pisania are următorul text: „Această sfântă și dumnezeiască biserică, care prăznueste pre numele marelui Mucenic Gheorghe și a Sfântului Sfesteno Mucenic Elefterie, s-au ridicat și s-au zidit dan sin Macsin cupet, prin osteneala Presfințitului Mitropolitu al Ungrovlahiei Chir Neofit și a dumisale jupan Andrei zaraf, unchiol răposatului, pre carele i-au fostu lăsată epitrop la moartea dumnealui și s-au săvarșitu această dumnezeiască biserică în zilele preluminatului și preînnălțatului domnu Io Mihai Racoviță Voevod, într-o pomenire vecinică ctitoriloru și ostenitori cei mai sus pomeniți. Leat 7252, mai 4.”
În perioada interbelică s-a început în apropiere construcția unei biserici mai încăpătoare, care poartă numele Biserica Sfântul Elefterie Nou.